# Arseni Cioyev
Arseni Cioyev (también escrito como Arsenii Dzhioev) es un deportista azerbaiyano que compite en lucha libre. Ganó una medalla de bronce en el Campeonato Europeo de Lucha de 2024, en la categoría de 86 kg.

## Palmarés internacional
| Campeonato Europeo | Campeonato Europeo | Campeonato Europeo | Campeonato Europeo |
| Año                | Lugar              | Medalla            | Categoría          |
| ------------------ | ------------------ | ------------------ | ------------------ |
| 2024               | Bucarest (Rumania) | Medalla de bronce  | 86 kg              |